# Hospital del Condado
El Hospital del Condado (también llamado CHARE del Condado o CHARE de Bollullos) es un centro hospitalario público proyectado en el municipio de Bollullos Par del Condado, provincia de Huelva. La redacción del anteproyecto y del proyecto básico se encuentra adjudicado por la Junta de Andalucía desde 2018.

## Historia
El Centro Hospitalario de Alta Resolución del Condado forma parte de la red de centros sanitarios proyectada en el año 2005 por el entonces presidente de la Junta de Andalucía Manuel Chaves para que toda la población de la comunidad se encontrara a menos de 30 minutos de algún hospital. La consejera de Salud de aquel gobierno, María Jesús Montero, prometió la construcción de veintiséis de estos centros en toda Andalucía, de los que tres se ubicarían en la provincia de Huelva: el CHARE de Bollullos, el CHARE de Lepe y el CHARE de Aracena. Ninguno de los tres centros proyectados se encuentra actualmente en uso.
El proyecto se paralizó debido a las dificultades técnicas de llevarlo a cabo en los terrenos cedidos. Tras años de reclamaciones por parte de la población local para que comenzara el proyecto, en 2017, el consistorio local y el gobierno autonómico llegaron a un acuerdo para la cesión gratuita a la comunidad de una parcela de terreno de 28.038 metros cuadrados ubicada en el Paraje de Cuadrejones. El ayuntamiento además se comprometió a urbanizar la parcela, dotándola del suministro eléctrico e hídrico y de los accesos para la viabilidad del proyecto. Tras ello, se licitó la redacción del proyecto del futuro hospital, la cual fue adjudicada a Manuel Romero Arquitectos SLP, por un importe de 987.355,47 euros, financiados en un 80% con fondos FEDER, publicada en el BOE ya en 2018.
En 2021, la Delegada de la Junta en Huelva, Bella Verano, anunció que tanto el CHARE de Aracena como el CHARE de Bollullos, pasarían a ser hospitales, al igual que el de Lepe, que ha pasado a denominarse Hospital de la Costa Occidental de Huelva, siendo actualmente el más avanzado en su progreso de los tres que se anunciaron en 2005, quedando únicamente por terminar sus accesos.

## Servicios
La construcción y puesta en funcionamiento del Hospital del Condado, permitirá acercar la atención especializada y urgente a una población de 67.000 personas de la comarca del Condado de Huelva. Este hospital se convertirá en centro de referencia de los pacientes de nueva municipios: Almonte, Bollullos Par del Condado, Escacena del Campo, Manzanilla, La Palma del Condado, Paterna del Campo, Rociana del Condado, Villalba del Alcor y Villarrasa lo que podría suponer la atención anual de cerca de 61.000 consultas de atención especializada, 60.000 urgencias y 2.400 intervenciones quirúrgicas. El hospital estará dotado de consultas, quirófanos y una área de radiodiagnóstico.